# Malá Mariacela
Malá Mariacela (německy Klein-Mariazell) je název bývalé obce a historické čtvrti, jež existovala na části území moderního brněnského katastrálního území Komárov. Jednalo se o území celé ZSJ Klášterského, severozápad ZSJ Mariánské náměstí, a jihozápad ZSJ Brněnská. Jádrem čtvrti byla ulicová zástavba v dnešní víceproudové silnici ulice Hodonínská, jež byla zbořena v 70. a 80. letech 20. století. Z původní zástavby zbyly ulice Hněvkovského, Jeneweinova, Klášterského, Kšírova, Mariánské náměstí, Roháčkova a Studniční, které však vznikly výrazně později.

## Historický přehled

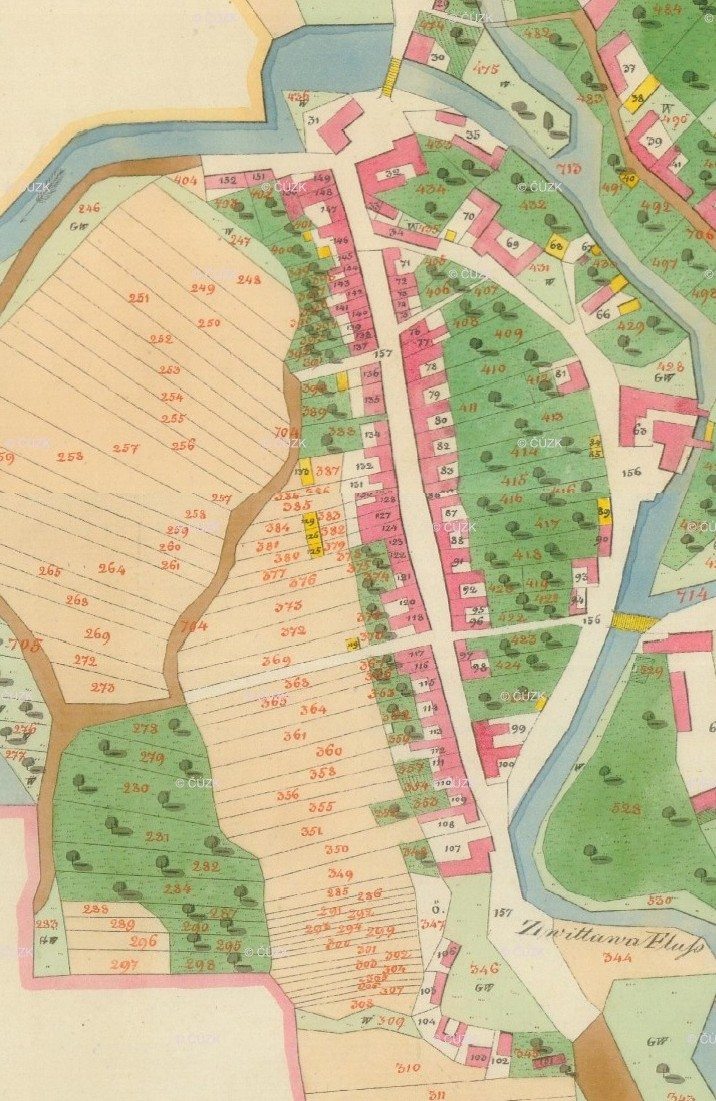
Malá Mariacela – císařský otisk stabilního katastru

Na louce u Komárova byla postavena roku 1724 poutní mariánská kaple, nahrazená roku 1733 poutním kostelem, který byl postaven na staré cestě z Dornychu na dnes již neexistující komárovský ostrov mezi říčními rameny Svratky a Svitavy. Brzy po postavení kostela byla půda severně od kaple rozdělena petrskou kapitulou na stavební parcely, které byly do roku 1743 všechny zastavěné. Domy této nové osady postavené ve dvou rovnoběžných řadách podél cesty, tak tvořily ulici, která měla 22 domů. Nová osada byla nazvána dle štýrského poutního místa Mariazell. Osada byla součástí Komárova, ale roku 1827 se z ní na vlastní žádost stala samostatná obec, pro niž vrchnost ustanovila rychtáře a konšele, a rovněž pro ni vedla samostatnou pozemkovou knihu. Již roku 1850 však byla tato obec natrvalo připojena zpět ke Komárovu. Rozvoj ulicové zástavby Malé Mariacely pak pokračoval výstavbou západněji položené rodinné zástavby ulic Jeneweinova a Roháčova, až do 30. let 20. století, kdy vznikla zástavba podél dnešní Hněvkovského ulice i jižně od přerovské železniční tratě, kde vznikla kolonie dělnických přízemních domů. Po druhé světové válce již nová výstavba nepokračovala. V 70. a 80. letech 20. století pak bylo v souvislosti s rozšířením silnice v Hodonínské ulici zbořeno celé historické jádro Malé Mariacely a začátkem 90. let 20. století zanikla i dělnická kolonie za železniční tratí.